# Scherma ai IV Giochi del Mediterraneo
Le competizioni si sono svolte in ambito maschile, mettendo in palio un totale di 3 ori, 3 argenti e 3 bronzi nelle seguenti specialità:
- Fioretto
- Sciabola
- Spada

## Podi

### Uomini
| Evento               | Oro                | Argento             | Bronzo                  |
| Spada                |                    |                     |                         |
| Spada individuale    | Yves Dreyfus       | Claude Bourquard    | Giovanni Battista Breda |
| Fioretto             |                    |                     |                         |
| Fioretto individuale | Jean-Claude Magnan | Pasquale La Ragione | Jacques Courtillat      |
| Sciabola             |                    |                     |                         |
| Sciabola individuale | Vladimiro Calarese | Jean Ramez          | Claude Arabo            |

## Medagliere
| Posizione | Paese   |   |   |   | Totale |
| --------- | ------- | - | - | - | ------ |
| 1         | Francia | 2 | 2 | 2 | 6      |
| 2         | Italia  | 1 | 1 | 1 | 3      |
| Totale    | Totale  | 3 | 3 | 3 | 9      |